# Луначарський Анатолій Васильович
Анатолій Васильович Луначарський (11 (23) листопада 1875, Полтава, Російська імперія — 26 січня 1933, Ментон, Франція) — радянський комуністичний державний діяч, перший нарком народної освіти (1917—1929) РСФСР та СРСР; письменник, драматург, літературний критик, мистецтвознавець, один з основоположників так званої пролетарської літератури. Брав участь в організації гуртків лівих письменників за межами Росії, в роботі Пролеткульту.

## Життєпис
Анатолій Луначарський народився в 1875 році у Полтаві, від позашлюбних стосунків дійсного статського радника Олександра Івановича Антонова (1829—1885) і Олександри Яківни Ростовцевої (1842—1914), що належала до роду Ростовцевих. По батькові, прізвище і дворянське звання отримані Луначарським од вітчима Василя Федоровича Луначарського, який усиновив його, прізвище якого, в свою чергу, — результат перестановки складів у прізвищі «Чарнолуський» (походить від дворянського роду Чарнолуські). Оскільки вітчим Луначарського був позашлюбним сином дворянина і кріпачки, при народженні він не отримав дворянства і дослужився до дворянства на державній службі. Складні сімейні стосунки матері і вітчима, невдалі спроби розлучення драматично позначилися на маленькому Анатолії: через життя на дві сім'ї і сварок матері і вітчима йому навіть довелося залишитися на другий рік в гімназії.
Вчився в гімназії в Києві, де познайомився з марксистськими ідеями. Одним зі співучнів був Бердяєв, з котрим Луначарський тоді спілкувався і дискутував на політичні теми.
По закінченню гімназії спробував поступати в Московський університет, але з причин політичної неблагонадійності йому було відмовлено. В зв'язку з цим переїхав до Швейцарії, де у 1895 р. вступив до Цюрихського університету.
1898 року приїхав до Москви, де став займатися революційною справою. Через рік був заарештований і відправлений у заслання — спочатку в Калугу, а потім у Вологду і Тотьму. 1903 Луначарський став більшовиком (у РСДРП він перебував ще з 1895).
Був членом редакцій більшовицьких газет «Пролетар», «Уперед». Працював у газеті «Нове життя». 1909 взяв участь в організації крайньої лівої антипартійної групи «Уперед»; був одним з творців партшкіл ультиматистів на Капрі та в Болоньї. На початку 1910—1910-х Луначарський — інтернаціоналіст.
Приїжджає з-за кордону в Російську імперію в 1917. Незабаром обраний членом Першого Всеросійського з'їзду Рад РСД (3—24 червня 1917) від фракції об'єднаних соціал-демократів. Увійшов у редакцію газети «Нове Життя», але незабаром був звинувачений Тимчасовим урядом у державній зраді та арештований. З 23 липня до 8 серпня перебував у в'язниці «Крести»; у цей час заочно був одним з почесних голів VI з'їзду РСДРП(б), а також був обраний кандидатом у члени Установчих Зборів. 20 серпня став керівником фракції більшовиків у Петроградській міській думі.
З серпня 1917 року працював у газеті «Пролетар» (майбутня «Правда») і в журналі «Освіта». 18 жовтня разом з Камєнєвим і Зінов'євим створив групу «правих більшовиків».
1918—1922 — представник Реввійськради у прифронтових зонах. Незабаром був призначений наркомом освіти та залишався на цій посаді до 1929, коли став головою Вченого комітету при ЦВК СРСР. Був усунутий з цієї посади Й. Сталіним у руслі сталінської політики усунення від влади та поетапної ліквідації так званої «старої ленінської гвардії»(дореволюційних більшовицьких кадрів у КПРС).
На початку 1930-х — директор НДІ літератури й мистецтва, один з редакторів Літературної енциклопедії. Був заступником голови більшовицької делегації під час конференції з роззброєння при Лізі Націй.
У 1933 був призначений послом СРСР в Іспанії. Помер по дорозі до місця призначення у грудні того ж року в місті Ментона (Франція). Кремований та похований у Москві.

## Родина
- Дружина - Ганна Олександрівна Малиновська (1883—1959) — письменниця, сестра політики та філософа Олександра Богданова-Малиноського.
  - Син — Анатолій (1911—1943) — письменник, журналіст, учасники німецько-радянської війни у морській піхоті Чорноморського флоту, загинув під час десанту у Новоросійську
    - Онука — Луначарська Ганна Анатоліївна (1941)
- Друга дружина — Розенель Наталія Олександрівна (урожд. Сац; 1902—1962) — письменниця та перекладачка.

### Брати
- Михайло Луначарський (1862—1929)
- Платон Луначарський (1867—1904)
- Яків Луначарський(1869—1929)
- Микола Луначарський (1879—1919)

## Відомі твори та їх екранізації
- «П'ять фарсів для аматорів»
- «Вавилонська паличка»
- «Фауст і місто»
- «Олівер Кромвель»

За його п'єсою «Канцлер і слюсар» в Україні створено фільм «Слюсар і канцлер» (1923).

## Імені Луначарського
- 2446 Луначарський — астероїд.
- Російський академічний драматичний театр ім. А. Луначарського — Севастополь.
- Зимовий театр імені А. Луначарського (1927 - 1934) -Дніпропетровськ.